# براچر (ویرجینیای غربی)
براچر (به انگلیسی: Braucher) یک منطقهٔ مسکونی در ایالات متحده آمریکا است که در شهرستان پوکاهانتس، ویرجینیای غربی واقع شده‌است. براچر ۸۹۳٫۰۷ متر بالاتر از سطح دریا واقع شده‌است.